# Włodzisława
Włodzisława – imię żeńskie; żeński odpowiednik staropolskiego imienia męskiego Włodzisław, złożonego z członów Włodzi- („władać, panować”) i -sław, z którego w późniejszym czasie pod wpływem języka czeskiego powstała bardziej znana forma – Władysław (i jego żeński odpowiednik – Władysława). 
Imię jest imieniem rzadkim. W 2008 roku było zarejestrowanych 121 Polek o tym imieniu. W styczniu 2024 w rejestrze PESEL, wśród publicznie dostępnych danych dotyczących osób żyjących, wykazano 59 kobiet o imieniu Włodzisława nadanym jako imię pierwsze oraz 8 kobiet noszących imię Włodzisława jako imię drugie. Dla porównania, najczęściej nadane jako żeńskie imię pierwsze – Anna, nosi 1072616 osób. 
Włodzisława imieniny obchodzi 13 grudnia.